# Wagneria theodori
Wagneria theodori är en tvåvingeart som beskrevs av Louis-Paul Mesnil 1974. Wagneria theodori ingår i släktet Wagneria och familjen parasitflugor. Inga underarter finns listade i Catalogue of Life.